# Connagnostus eichbaumi
 Connagnostus eichbaumi  ist ein kleiner Trilobit aus dem Kambrium.

## Merkmale
Connagnostus eichbaumi hat einen sehr breiten Saum um das Cephalon mit einer flachen und breiten Saumfurche. Der vordere Teil der Glabella (Anteroglabella) ist schmaler als der hintere Teil (Posteroglabella). Die Posteroglabella ist unsegmentiert und ihr fehlt das Tuberkel (kleine Erhebungen auf der Spindel und Glabella) und sie ist an der Basis zum Thorax hin keulenartig verbreitert mit zwei kleinen, dreieckigen Basalloben links und rechts. Die mediane Präglabellarfurche ist nicht vorhanden und die freien Wangen (Librigenae) sind glatt. Die mediane Präglabellarfurche ist die Furche, die bei einigen Agnostiden (z. B. Agnostus pisiformis) das Cephalon an der Spitze zweiteilen.
Diese Art hat ein längsovales Pygidium. Der Saum ist mäßig breit und gegen die kurzen Spicula (kleine stachelförmige Erweiterungen) s-förmig geschwungen und hat eine sehr breite und flache Saumfurche. Die deutlich gewölbte Spindel (Axial-Lobus) ist auf dem Pygidium doppelt so breit wie die Flanken links- und rechtsseitig. Die Tuberkel sind rundlich und klein.
Connagnostus eichbaumi gleicht der Art Peronopsis insignis, welche in gleich alten Schichten vorkommt. Die großen Unterschiede sind der verbreiterte keulenförmige Teil der Posteroglabella und der breiteren und gewölbteren Spindel auf dem Pygidium.

## Besonderheiten
Die Art wurde zu Ehren von Kurt Werner Eichbaum (1916–2000) für seine Verdienste in der Geschiebeforschung benannt.
Das Fossil wird zusammen mit den Trilobitenarten Lejopyge laevigata und Andrarina costata gefunden.